# The Love Boat
The Love Boat és una sèrie de televisió de comèdia romàntica i drama estatunidneca que es va emetre a l'ABC de 1977 a 1986; a més, es van emetre quatre especials de tres hores el 1986, 1987 i 1990. La sèrie es va ambientar al creuer de luxe MS Pacific Princess i girava al voltant del capità del vaixell Merrill Stubing (interpretat per Gavin MacLeod) i un grapat de la. tripulació, amb passatgers interpretats per actors convidats per a cada episodi, amb aventures romàntiques i humorístiques. Els ports habituals d'escala del vaixell eren Puerto Vallarta, Acapulco i Mazatlán. La sèrie formava part de la popular programació de dissabte a la nit d'ABC de l'època, que també incloïa Fantasy Island fins al 1984 .
La pel·lícula per a televisió original de 1976 en què es basava l'espectacle (també titulada The Love Boat) es va basar en el llibre de no ficció The Love Boats de Jeraldine Saunders, directora de creuers de la vida real per a una línia de creuers de passatgers. Saunders també es va inspirar en part en el creuer alemany MV Aurora. La pel·lícula de televisió va ser seguida per dues més (titulades The Love Boat II i The New Love Boat), totes elles emeses abans que la sèrie comencés al setembre de 1977.
El productor executiu de la sèrie va ser Aaron Spelling, que va produir diverses sèries de televisió per a Four Star Television i ABC des dels anys 60 fins als 90.
L'any 1987, l'episodi amb els títols de segment " Hidden Treasure", "Picture from the Past", i "Ace's Salary" (Temporada 9, Episodi 3) va ocupar el lloc número 82 a la llista dels 100 millors episodis de tots els temps de TV Guide. Una altra pel·lícula feta per a televisió, titulada The Love Boat: A Valentine Voyage, protagonitzada per quatre dels membres del repartiment original, es va emetre el febrer de 1990.
Va ser emesa a Televisió Espanyola sota el títol "Vacaciones en el mar".
Al capítol 242 de la sèrie, a la novena temporada, el vaixell feia escala a Barcelona, apareixent imatges de la tripulació voltant pel Park Güell, Montjuïc, el Monument a la Sardana, el telefèric de Montjuïc, les Rambles, la Sagrada Família o el Poble Espanyol.

## Repartiment

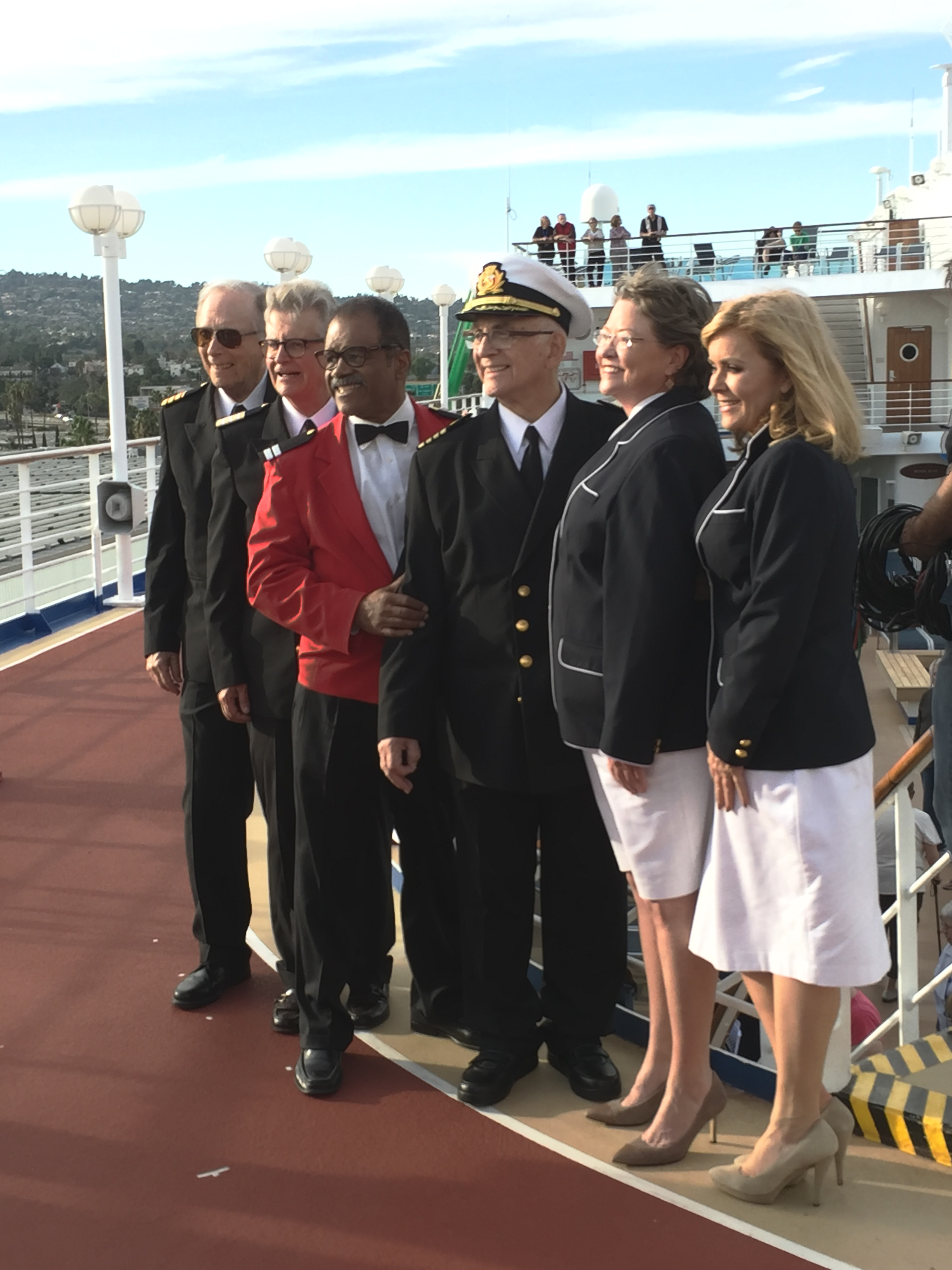
Els membres del repartiment, 2015, esquerra a dreta: Kopell, Grandy, Lange, MacLeod, Tewes & Whelan

- Gavin MacLeod com el capità, Merrill Stubing
- Bernie Kopell com el metge del teu vaixell, Adam "Doc" Bricker; Kopell va interpretar un personatge diferent, el Dr. O'Neill, a la segona pel·lícula pilot, Love Boat II .
- Fred Grandy com el contramestre, Burl "Gopher" Smith (temporades 1–6), cap de comissari (temporades 7–9)
- Ted Lange com el cambrer, Isaac Washington (temporades 1-9, quatre especials)
- Lauren Tewes com la directora del creuer, Julie McCoy (temporades 1–7, quatre especials, més una aparició com a convidada a la temporada 9)
- Jill Whelan com a Vicki Stubing, la filla del capità (aparició de convidada a la temporada 2, temporades 3-9, quatre especials, pel·lícula feta per a televisió)
- Ted McGinley com el fotògraf del vaixell, Ashley "Ace" Covington Evans (temporades 7-9)
- Patricia Klous com a Judy McCoy, germana de Julie i successora com a directora de creuers (temporades 8-9)

MacLeod, Kopell i Lange són els únics membres del repartiment que apareixen a tots els capítols de la sèrie de televisió, així com a les tres últimes pel·lícules fetes per a la televisió. Grandy va aparèixer en tots els capítols al llarg de la sèrie, però no va aparèixer a l'última de les pel·lícules de televisió, ja que estava fent campanya pel primer dels seus quatre mandats consecutius a la Cambra de Representants dels Estats Units. MacLeod no va ser el capità del Pacific Princess a les dues primeres pel·lícules de televisió i no va aparèixer en elles, tot i que quan es va presentar el seu personatge, es va esmentar que era el nou capità.
Entre els atractius de la sèrie hi havia el càsting d'actors coneguts en papers d'estrelles convidades, amb moltes estrelles de cinema famoses de dècades anteriors fent rares aparicions a la televisió. The Love Boat no va ser la primera sèrie de comèdia que va utilitzar el format d'antologia de repartiment d'estrella convidada (Love, American Style havia utilitzat la fórmula set anys abans), però va tenir tant èxit amb la fórmula que les sèries futures d'estil similar (com Supertrain and Masquerade) va fer comparacions amb The Love Boat. La sèrie va ser seguida els dissabtes a la nit a ABC per Fantasy Island, que també va ser produïda per Aaron Spelling i tenia un format semblant. En total, 32 guanyadors de l'Acadèmia passats i futurs van ser convidats a The Love Boat, inclosa la millor actriu de la primera cerimònia de l'Oscar el 1929, Janet Gaynor.
A la darrera temporada, es va presentar un grup de ballarins que feien actuacions coreografiades. Les Love Boat Mermaids estaven formades per Tori Brenno (Maria), Debra Johnson (Patti), Deborah Bartlett (Susie), Macarena (Sheila), Beth Myatt (Mary Beth), Andrea Moen (Starlight), Teri Hatcher (Amy) i Nanci Lynn Hammond (Jane).

## Producció

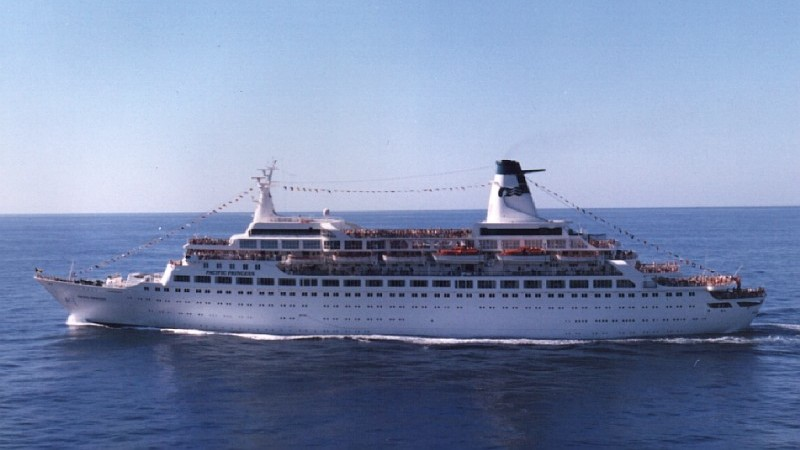
El Pacific Princess, el vaixell principal utilitzat al programa, a la costa oest dels Estats Units el 1987.

La comedia de situació d'una hora es va establir a bord del Pacific Princess, en aquell moment un creuer de Princess Cruises a la vida real. El vaixell germà bessó del Pacific Princess, l'Island Princess també es va utilitzar per al programa, especialment si el programa entrava en conflicte amb els creuers de Pacific Princess o el seu dic sec.

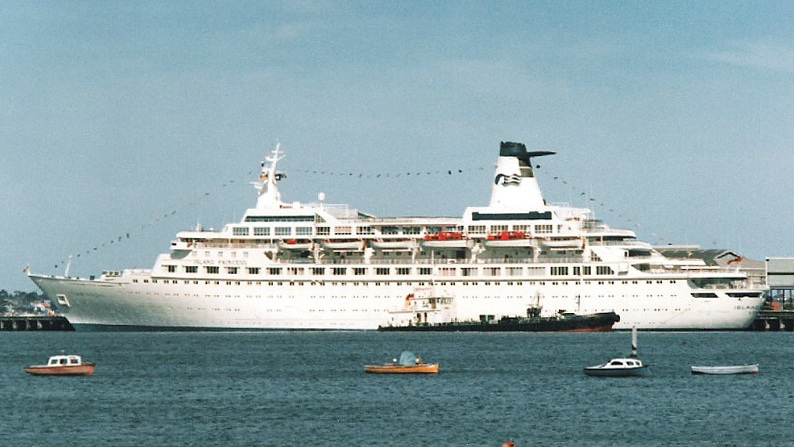
L'Island Princess, el vaixell germà del Pacific Princess va atracar a Station Pier, Melbourne el 1986.

Altres vaixells utilitzats van ser: el SS Stella Solaris (per a un creuer pel mar Mediterrani), el MS Pearl of Scandinavia (per a un creuer xinès), el Royal Viking Sky (per a creuers europeus, ara MV Boudicca) i Royal Princess (ara SS Artemis) i Sun Princess (per a creuers pel Mar Carib). El 1981, la línia Sea Princess de P&O Cruises (ara MS Veronica) també es va utilitzar per a l'episodi especial de dues hores "Julie's Wedding", ambientat a Austràlia i als voltants.. Només els quatre últims vaixells encara existeixen avui dia.
La sèrie es va rodar principalment en els platós del sud de Califòrnia : 20th Century Fox Studios per a les temporades 1 a 5, i Warner Hollywood Studios per a la resta de la sèrie. L'"estrella de l'espectacle", el creuer en si, després de ser rebatejat com a MS Pacific i de ser venut llavors propietat d'una altra companyia de creuers a Espanya, l'ara mundialment famós Pacific Princess va ser desballestat a Aliağa, Turquia el 2013 després que no es pogués trobar cap comprador. El seu vaixell germà, que més tard va ser rebatejat com MV Discovery, va ser desballestat a Alang, Índia el 2015 després que ella tampoc no va aconseguir un nou propietari. Els desguassos d'ambdós vaixells van ser controvertits, però els anteriors propietaris ho van justificar dient que s'estaven fent massa vells per continuar operant.
Els episodis ambientats i filmats en altres ubicacions europees i de l'est asiàtic es van fer més freqüents en lloc de les costes oest habituals al llarg de les costes del Pacífic de les Amèriques a mesura que continuava l'espectacle. Tradicionalment s'emetien com a estrenes de temporada o durant els mesos de febrer, maig i novembre.

### Format d'escriptura
Cada episodi contenia diverses històries, cadascuna escrita per un conjunt diferent d'escriptors que treballaven en un grup d'estrelles convidades. Així, els episodis tenen diversos títols que fan referència a les seves històries simultànies, per exemple, el primer episodi de la primera temporada és "Captain & the Lady / Centerfold / One If by Land".
Normalment hi havia tres històries. Una història normalment se centrava en un membre de la tripulació, una segona història sovint se centrava en un membre de la tripulació que interactua amb un passatger, i la tercera història es centrava més en un sol passatger (o un grup de passatgers). Les tres històries generalment seguien un patró temàtic similar: una història (normalment la de la "tripulació") era una comèdia directa. El segon normalment seguiria més un format de comèdia romàntica (amb només elements dramàtics ocasionals). La tercera història sol ser la més dramàtica de les tres, sovint oferint poques (si n'hi ha) rialles i un to molt més seriós.

### Pista de riure
La sèrie també es va distingir per ser una de les poques sèries d'una hora fetes mai per a la televisió nord-americana que utilitzava una pista de riure. Eight Is Enough, a la mateixa xarxa i produït al mateix temps, és un altre exemple.

### Cançó temàtica i seqüència de títols
La cançó del tema Love Boat va ser cantada per Jack Jones (excepte l'última temporada, on es va utilitzar una versió de Dionne Warwick). La lletra va ser escrita per Paul Williams amb música de Charles Fox. Des de llavors, la cançó ha estat gravada i llançada comercialment per Charo el 1978 i Amanda Lear el 2001.
La seqüència d'obertura de la sèrie va patir tres canvis al llarg dels anys.
De la primera a la vuitena temporada, la seqüència d'obertura començava amb una preesa llarga del vaixell abans que la càmera s'apropés lentament a la seva zona del pont. A continuació, apareixien fotografies dels membres de la tripulació (actualitzats diverses vegades a causa de les incorporacions i els canvis de repartiment al llarg de totes les temporades) en diferents punts del plató del vaixell.
La presa llarga del vaixell es va utilitzar per als crèdits de les estrelles convidades. Només durant la primera temporada, les estrelles convidades es van acreditar perquè els seus noms apareixen a la pantalla mentre el logotip de la sèrie, un cercle d'estil radar/brúixola amb quatre cors, s'envolta al seu voltant. A partir de la segona temporada (i originalment es va experimentar en el quinze episodi de la primera temporada), la brúixola es va posar gràficament al seu lloc i al seu centre, les estrelles convidades apareixien posant per a la càmera en diferents parts del plató (o en un lloc de la ciutat utilitzat en episodis locals) mentre els seus noms apareixien a la part inferior de la pantalla.
Per a l'última temporada, la brúixola va ser substituïda per una ona creixent i els plans llargs del vaixell van ser substituïts per un muntatge dels diferents llocs on es va viatjar a la sèrie. Al centre del gràfic de l'onada, es mostrava a les estrelles convidades posant per a la càmera amb els seus vestits formals sobre fons de diferents colors.

## Rebuda
Durant els seus primers set anys, The Love Boat va tenir molt d'èxit a les qualificacions. Durant aquest temps, normalment es classificava entre els 20 primers, i de vegades fins i tot entre els 10 primers. No obstant això, l'espectacle va quedar fora del Top 30 durant la temporada 1984–85, i després de caure del Top 50 durant la temporada 1985-86. The Love Boat es va cancel·lar després de nou anys a ABC, tot i que quatre especials de tres hores es van emetre durant la temporada 1986–87. El 1980–81, The Love Boat es va emetre en reposicions a ABC diürn, i va superar el concurs The Price Is Right a les audiències durant uns mesos.

### Valoracions de Nielsen
- 1977-78: #16 - 21.9[17]
- 1978-79: #17 - 22.1[18]
- 1979-80: #24 - 20.6[19]
- 1980-81: #5 - 24.3[20]
- 1981-82: #15 - 21.2[21]
- 1982-83: #9 - 20.3[22]
- 1983-84: #17 - 19.0[23]
- 1984-85: #34 - 15.3[24]
- 1985-86: #62 - 12.7[25]

### Sindicació
The Love Boat va entrar al mercat de sindicació als Estats Units el setembre de 1983, amb Worldvision Enterprises que s'encarregava de la distribució. Com a alternativa per a les emissores amb compromisos de programació ajustats, Worldvision va oferir episodis editats de 30 minuts a més dels programes originals d'una hora de durada a partir de la tardor de 1986 després que la sèrie completés la seva execució original a ABC.

## Seqüeles, spin-off i crossovers
- L'estrena de dues hores de la temporada de Charlie's Angels, una altra sèrie d'Aaron Spelling, l'any 1979, que va presentar Shelley Hack com a nou àngel Tiffany Welles, es titulava "Love Boat Angels" i els seus personatges van intentar recuperar artefactes robats del museu mentre estaven a bord del Pacific Princess en un creuer per les Illes Verges (tots els habituals de Love Boat van fer cameigs).
- Una pel·lícula de reunió de televisió, The Love Boat: A Valentine Voyage, es va emetre a CBS el 1990.[26]
- Un sketch de Saturday Night Live amb l'estrella convidada Patrick Stewart va fusionar The Love Boat amb Star Trek: The Next Generation. Stewart va interpretar el capità mentre que les caricatures de Deanna Troi i Geordi LaForge van interpretar el director del creuer i el cambrer.
- Una segona sèrie de televisió, Love Boat: The Next Wave, es va emetre a UPN entre 1998 i 1999, amb Robert Urich com a capità Jim Kennedy, un oficial retirat de la Marina dels Estats Units, Phil Morris com a cap de finançament Will Sanders i Heidi Mark com a directora de creuers Nicole. Jordan (diversos membres del repartiment del programa original van protagonitzar un episodi temàtic de reunions en què es va revelar que Julie i Doc havien estat enamorats tot el temps).
- Un episodi de Martin de dues parts de 1997, "Goin' Overboard", va tenir els personatges principals fent un creuer i trobant-se amb Isaac, Julie, Doc i Vicki.

En poques ocasions, hi havia encreuaments entre històries. En un episodi, els actors Robert Reed i Florence Henderson, abans de The Brady Bunch, van protagonitzar segments separats. En una escena, els dos xoquen al passadís, intercanvien una mirada interrogativa, fan una doble presa i s'arronsen les espatlles i segueixen els seus camins separats.
El març de 2022, CBS i Australia's Network 10 van encarregar The Real Love Boat, una sèrie de competició de cites en realitat que serà produïda per Eureka Productions. La sèrie comptarà amb concursants solters en un creuer de luxe per la Mediterrània mentre participen en reptes i dates per quedar-se al vaixell amb l'esperança de trobar l'amor al vaixell, i els que no ho aconsegueixen seran expulsats progressivament del creuer. Al final, l'última parella que quedi guanyarà la sèrie i rebrà un gran premi en metàl·lic i un creuer de Princess Cruises. L'edició americana de l'espectacle s'emetrà l'estiu de 2022.

## Mitjans domèstics
El DVD de CBS (distribuït per Paramount) ha publicat les temporades 1–4 de The Love Boat en DVD a la Regió 1. Cada temporada s'ha llançat en dos volums.

## Premis i honors
El 2014, Fred Grandy, Bernie Kopell, Ted Lange, Gavin McLeod, Cynthia Lauren Tewes i Jill Whelan es van convertir en padrins (l'equivalent de la indústria dels vaixells de passatgers als patrocinadors de vaixells navals) del vaixell Princess Cruises Regal Princess.
El 23 de maig de 2017, el repartiment original (MacLeod, Kopell, Grandy, Lange, Tewes i Whelan) es va reunir a Today, on es va anunciar que rebrien una estrella conjunta al Passeig de la Fama de Hollywood per les seves contribucions a televisió, patrocinada per Princess Cruises.